# Логантон (Пенсільванія)
Логантон (англ. Loganton) — місто (англ. borough) в США, в окрузі Клінтон штату Пенсільванія. Населення — 469 осіб (2020).

## Географія
Логантон розташований за координатами 41°2′3″ пн. ш. 77°18′8″ зх. д. / 41.03417° пн. ш. 77.30222° зх. д. (41.034229, -77.302333).  За даними Бюро перепису населення США в 2010 році місто мало площу 2,73 км², з яких 2,73 км² — суходіл та 0,01 км² — водойми.

## Демографія
Згідно з переписом 2010 року, у селищі мешкало 468 осіб у 182 домогосподарствах у складі 131 родини. Густота населення становила 171 особа/км².  Було 194 помешкання (71/км²).
Расовий склад населення:
| - 97,0 % — білих - 0,2 % — чорних або афроамериканців - 1,1 % — осіб інших рас |

До двох чи більше рас належало 1,7 %. Частка іспаномовних становила 2,1 % від усіх жителів.
За віковим діапазоном населення розподілялося таким чином: 22,6 % — особи молодші 18 років, 60,5 % — особи у віці 18—64 років, 16,9 % — особи у віці 65 років та старші. Медіана віку мешканця становила 39,8 року. На 100 осіб жіночої статі у селищі припадало 95,0 чоловіків;  на 100 жінок у віці від 18 років та старших — 100,0 чоловіків також старших 18 років.
Середній дохід на одне домашнє господарство  становив 59 892 долари США (медіана — 48 125), а середній дохід на одну сім'ю — 66 595 доларів (медіана — 60 000). Медіана доходів становила 39 688 доларів для чоловіків та 31 607 доларів для жінок. За межею бідності перебувало 8,5 % осіб, у тому числі 14,4 % дітей у віці до 18 років та 1,8 % осіб у віці 65 років та старших.
Цивільне працевлаштоване населення становило 232 особи. Основні галузі зайнятості: виробництво — 15,9 %, освіта, охорона здоров'я та соціальна допомога — 15,9 %, роздрібна торгівля — 10,3 %, сільське господарство, лісництво, риболовля — 10,3 %.